# Jack Frendo Azzopardi
John „Jack” Frendo Azzopardi (ur. 23 października 1915, zm. 16 stycznia 1981) – maltański piłkarz wodny, olimpijczyk.
Grał na pozycji bramkarza. W 1936 roku wystąpił wraz z drużyną na igrzyskach w Berlinie. Zagrał w jednym spotkaniu fazy grupowej przeciwko Jugosławii. Maltańscy waterpoliści przegrali jednak wszystkie trzy mecze (2–8 z Brytyjczykami, 0–12 z Węgrami oraz 0–7 z Jugosławią) i nie awansowali do dalszej części rozgrywek.